# 阿胡拉
阿胡拉（阿維斯陀語：Ahura）是瑣羅亞斯德教中的善神，與惡魔德弗（Daēva）對立。一般認為阿胡拉與印度神話的阿修羅（Asura）同源，然而在印度神話中，阿修羅是惡神，提婆（Deva）是善神。在《阿維斯塔》中，明確被稱為阿胡拉的神祇不多。主神阿胡拉·馬茲達、光明與誓約之神密特拉、河水之神阿帕姆·納帕特（Apām Napāt）被稱為阿胡拉三聯神（Ahuric triad）。與阿胡拉有密切關係的還有阿梅沙·斯彭塔的六大天使、河流女神阿娜希塔（Anāhīta）、及財富女神阿希（Aši）。